# Thibaut Van Acker
Thibaut Van Acker (Nevele, 21 novembre 1991) è un calciatore belga, centrocampista del Club NXT.